# Brennus (? – i. e. 390)
Brennus egy gall törzsnek, a szenonoknak volt a vezére. A gallok Brennus vezetésével i. e. 391. törtek be a Római Köztársaságba, az etruszkok lakta Clusium városát ostrom alá fogva. Az etruszkok a szövetséges rómaiakat hívták segítségül. Mivel a rómaiak épp a clusiumiakat segítve hadban álltak, a gallok Róma ellen vonultak, a Fabiusok által vezetett sereget Alliánál megsemmisítették.
A vereség hírére pánik tört ki Rómában, és a vezetés úgy döntött, kiürítik a várost. Ezután a gallok az elhagyott Rómába hatoltak és megszállták azt, egyedül a Capitolium domb magas, meredek szikláira épített városrészében lévő helyőrséget nem tudták a hatalmukba keríteni. A gallok úgy tervezték, hogy az éj leple alatt ezt is elfoglalják. A monda szerint azonban az egyik templomban tartott szent ludak gágogásának köszönhetően a rómaiak észrevették a „kommandósakciót”, és heves harc tört ki, végül a gallok meghátráltak.
Mivel patthelyzet alakult ki, mind az ostromlottak, mind az ostromlók járványtól és éhezéstől szenvedtek, és az előzőleg a rómaiak által politikai ellentétek miatt számüzött, de a vészre való tekintettel diktátori hatalommal felruházott Camillus nagy sereget gyűjtött a város felszabadítására, a gallok végül úgy döntöttek, hogy jelentős hadisarc ellenében hazatérnek. Polybius azt állítja, hogy azért vonultak el, mert országukba a venetek törtek be. A hadisarc lemérésénél a gallok megcinkelték a mérleget, és ezt nem is nagyon titkolták. Amikor a római küldöttség tiltakozott ez ellen, Brennus a legenda szerint a képükbe nevetett, és így szólt:  Vae victis!, azaz Jaj a legyőzötteknek!.